# Jean-Loup Charvet
Pour les articles homonymes, voir Charvet.
Jean-Loup Charvet né le 2 mars 1961 à Armentières et mort le 25 mai 1998 à Créteil, est un contre-ténor et un historien de l'art.

## Biographie
Jean-Loup Charvet passe son enfance à Boulogne-sur-Mer. Étudiant en khâgne à Paris, il découvre la voix de James Bowman par le disque.
Après son prix au conservatoire de Paris, Jean-Loup Charvet a été l'élève de James Bowman, René Jacobs, du ténor Éric Tappy à Lyon et de Louis Marin. Il étudie aussi la musicologie avec William Christie.
Il débute dans L'Orfeo de Monteverdi à l’Opéra de Lyon sous la direction de Michel Corboz. Puis participe à l'enregistrement du disque de Marcel Perès, Le Jeu des Pèlerins d’Emmaüs, un drame liturgique du XIIe. Il est ensuite pensionnaire de la villa Medicis à Rome en 1994. Jusqu'à sa mort, il dirige l'ensemble « Les passions de l'âme ».
Son répertoire privilégié était en tant que contreténor, Bach, Haendel, Purcell et Dowland.
Ses recherches portent sur « le sens des larmes à l'époque baroque ».
Il meurt d'une tumeur au cerveau à l'âge de 37 ans.

## Publications
Jean-Loup Charvet a publié des articles, et à titre posthume, un livre essai inachevé, intitulé L'Éloquence des larmes est paru chez Desclée de Brouwer en 2000  (ISBN 2-220-04687-7), accompagné d'un disque. Le livre croise l'époque baroque par les biais de la peinture, la littérature, philosophie et la musique à la recherche des larmes multipliant les références parfois rares (le médecin de Louis XIV, Marin Cureau de La Chambre (1594–1669), Les Caractères des Larmes in Les Caractères des Passions, Paris 1640), parfois plus communes (John Dowland, Jean Racine, Shakespeare, Simone Weil, Thérèse d'Avila, etc.).
Ce livre a fait l'objet d'un plagiat par Gilles Bernheim, grand-rabbin de France ou son « nègre. » L'ouvrage, paru chez Stock en 2011, s'intitule Quarante Méditations juives et reprend à certaines pages, mot pour mot le texte de Jean-Loup Charvet.

### Discographie
- Flow my tears, Larmes baroques - Jean-Loup Charvet, contre-ténor, ensemble Les Passions De L’Ame (1997 - Astrée/Auvidis E 8634)
- Les Passions de l'âme. Arie e sinfonie del signor Hændel - Jean-Loup Charvet, contre-ténor, Ensemble Gruppo strumentale « La Réjouissance » (Mandala MAN 4944)